# Chad Fleischer
Chad Fleischer (ur. 4 stycznia 1972 w Columbus) – amerykański narciarz alpejski. Zajął 34. miejsce w supergigancie na igrzyskach w Nagano. Jego najlepszym wynikiem na mistrzostwach świata było 6. miejsce w supergigancie na mistrzostwach w Vail w 1999 r. Najlepsze wyniki w Pucharze Świata osiągnął w sezonie 1998/1999, kiedy to zajął 32. miejsce w klasyfikacji generalnej, a w klasyfikacji slalomu był trzeci.

## Sukcesy

### Puchar Świata

#### Miejsca w klasyfikacji generalnej
- 1993/1994 – 131.
- 1994/1995 – 94.
- 1995/1996 – 79.
- 1996/1997 – 74.
- 1997/1998 – 107.
- 1998/1999 – 32.
- 1999/2000 – 87.
- 2000/2001 – 49.
- 2001/2002 – 91.

#### Miejsca na podium
1. Sierra Nevada – 10 marca 1999 (zjazd) – 2. miejsce